# Fietsroutes in Vlaanderen
België telt duizenden kilometers bewegwijzerde fietsroutes. Vooral de provincies Limburg en Antwerpen profileren zich op dit vlak. Deze routes zijn onder te verdelen in drie hoofdsoorten, elk met een eigen soort bewegwijzering.

## LF-Icoonroutes

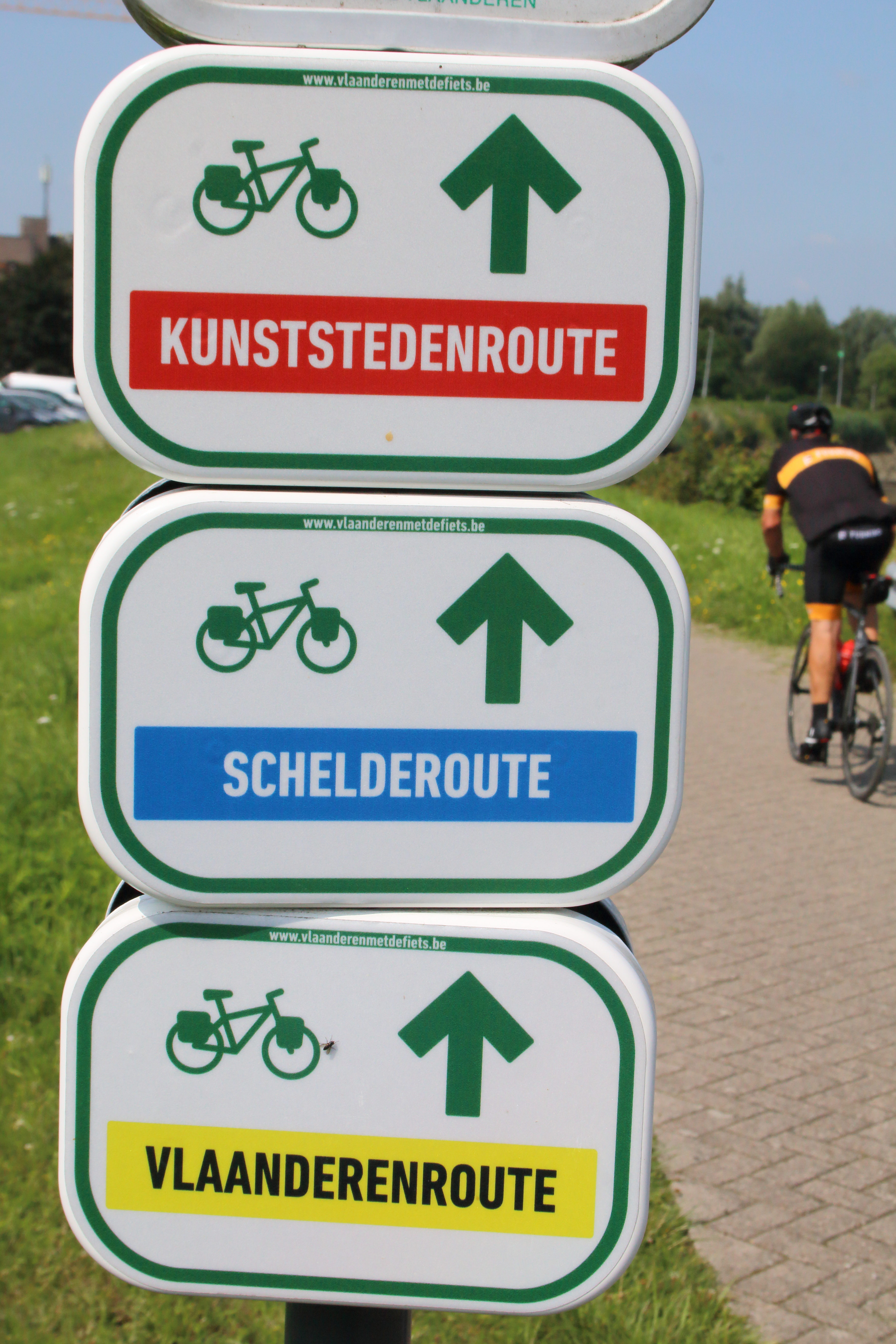
LF-Icoonroutes

Deze LF-routes, waarvan het netwerk zich over Vlaanderen en Nederland uitstrekt, worden beheerd door de vzw Grote Routepaden (B) en de stichting Landelijk Fietsplatform (NL). LF staat voor Landelijke fietsroutes of Lange-afstandsfietsroutes. In eerste instantie zijn deze routes bedoeld voor recreatieve meerdaagse fietstochten; er wordt dan ook nauw samengewerkt met de Vlaamse Jeugdherbergcentrale.
Het netwerk van voormalige LF-routes werd omgezet in een tiental zogenaamde  LF-icoonroutes: meerdaagse fietsroutes rond een thema. Bijvoorbeeld door het aanbieden van fietsarrangementen en service- en informatieproducten. De eerste van een reeks herkenbare LF-icoonroutes, de LF Maasroute, is geopend in 2019. Voorheen waren dit de LF 3 Maas en LF 12 Maas- en Vestingroute. Het traject is vernieuwd en de route heeft een eigen website. Nadien volgde in juni 2020 de nieuwe LF Zuiderzeeroute die voorheen was opgebouwd uit de LF21, LF22 en LF23. De derde icoonroute werd de LF Kustroute, de vierde de LF Waterlinieroute. Het is de bedoeling dat korte LF-routes die in het netwerk vooral fungeren als 'verbindingsroutes' zullen verdwijnen. 
Ook in Vlaanderen werden alle LF-routes gesaneerd en deels omgevormd tot icoonroutes; de LF Maasroute, de LF Kustroute, de LF Frontroute, de LF Kempenroute, de LF Schelderoute, de LF Kunststedenroute, de LF Groene Gordelroute en de LF Heuvelroute met de LF Vlaanderenroute als synthese.
De bewegwijzering gebeurt met rechthoekige bordjes of met geel-blauwe verfstrepen of stickers. 
Er zijn aansluitingen voorzien met het Waalse en het Duitse fietsroutenetwerk (respectievelijk RV/RAVeL en Radfernweg). 
Voormalige routes:
Deze voormalige LF-routes liepen door Vlaanderen:
- De LF1 Noordzeeroute van De Panne naar Sluis. Deze route loopt in Frankrijk verder tot Boulogne-sur-Mer en in Nederland tot Den Helder en is in totaal 375 kilometer lang.
- De LF2 Stedenroute van Kalmthout tot Brussel. Deze route loopt in Nederland verder tot Amsterdam en is in totaal 340 kilometer lang.
- De LF5 (noordelijk deel van de Vlaanderen Fietsroute) van Brugge tot Thorn, 292 kilometer lang. Deze route loopt in Nederland verder tot Roermond.
- De LF6 (zuidelijk deel van de Vlaanderen Fietsroute) van Diksmuide tot Maastricht, 361 kilometer lang. Deze route loopt verder tot Aken.
- De LF7 Oeverlandroute langs de Belgische Maasoever. De hele route loopt van Alkmaar naar Maastricht en is 350 kilometer lang.
- De LF9 NAP-route in Loenhout en Meer, over 20 kilometer. Vanaf deze grensgemeente leidt deze route over 445 kilometer naar Bad Nieuweschans in Noord-Nederland.
- De LF30 Schelde-Deltaroute van Bossuit naar Hulst over 100 kilometer.
- De LF35 Kempenroute/Hageland- en Haspengouwroute van Baarle-Hertog naar Sint-Truiden over 110 kilometer. Deze route loopt in Nederland over het Bels lijntje verder naar Tilburg.
- De LF38 Dender-Waaslandroute van Hulst naar Geraardsbergen, 100 kilometer lang. Deze route loopt als RV38 verder in Wallonië.
- De LF39 Flandriensroute van Heuvelland naar Eeklo. De hele route, van Breskens tot het Franse Watten, is 203 kilometer lang.
- De LF50 Jeugdherbergroute van Bergen op Zoom naar Voeren (235 kilometer). De route loopt door Duitsland verder naar Aken.
- De LF51 Kempenroute/Gravejansroute loopt van Blankenberge over Antwerpen naar Mol en door Nederland verder naar Eindhoven. Deze route is 236 kilometer lang.
- De LF52 Guldensporenroute van Zeebrugge naar Armentières over 128 kilometer.
- De LF53 Artevelderoute van De Panne naar Gent over 134 kilometer.
- LF381, een verbindingsroute tussen de Vlaanderen Fietsroute LF5 en de Dender-Waaslandroute LF38.
- LF511 Gravejansroute, een alternatief voor de LF1, voert van de Franse grens in De Panne via Brugge naar Sint-Laureins aan de LF51. Deze route is 85 kilometer lang.
- LF550, een verbindingsroute tussen de Vlaanderen Fietsroute LF5 ter hoogte van Lier en de Jeugdherbergroute LF50 ter hoogte van Nijlen. Deze route is 7 kilometer lang.
- LF557, een verbindingsroute tussen de Jeugdherbergroute LF50 en de LF57.

Bovendien zijn er nog drie extra, nog naamloze, routes voorzien: de LF56 Willebroek-Halle, de LF57 Leuven-Valkenswaard en de LF58 Diest-Thorn.
De Vlaanderen Fietsroute bestaat uit LF5, LF6 en een deel van de routes LF1 (Brugge-Diksmuide) en LF7 (Thorn-Maastricht). Deze lus is 820 kilometer lang.

## Fietsknooppunten

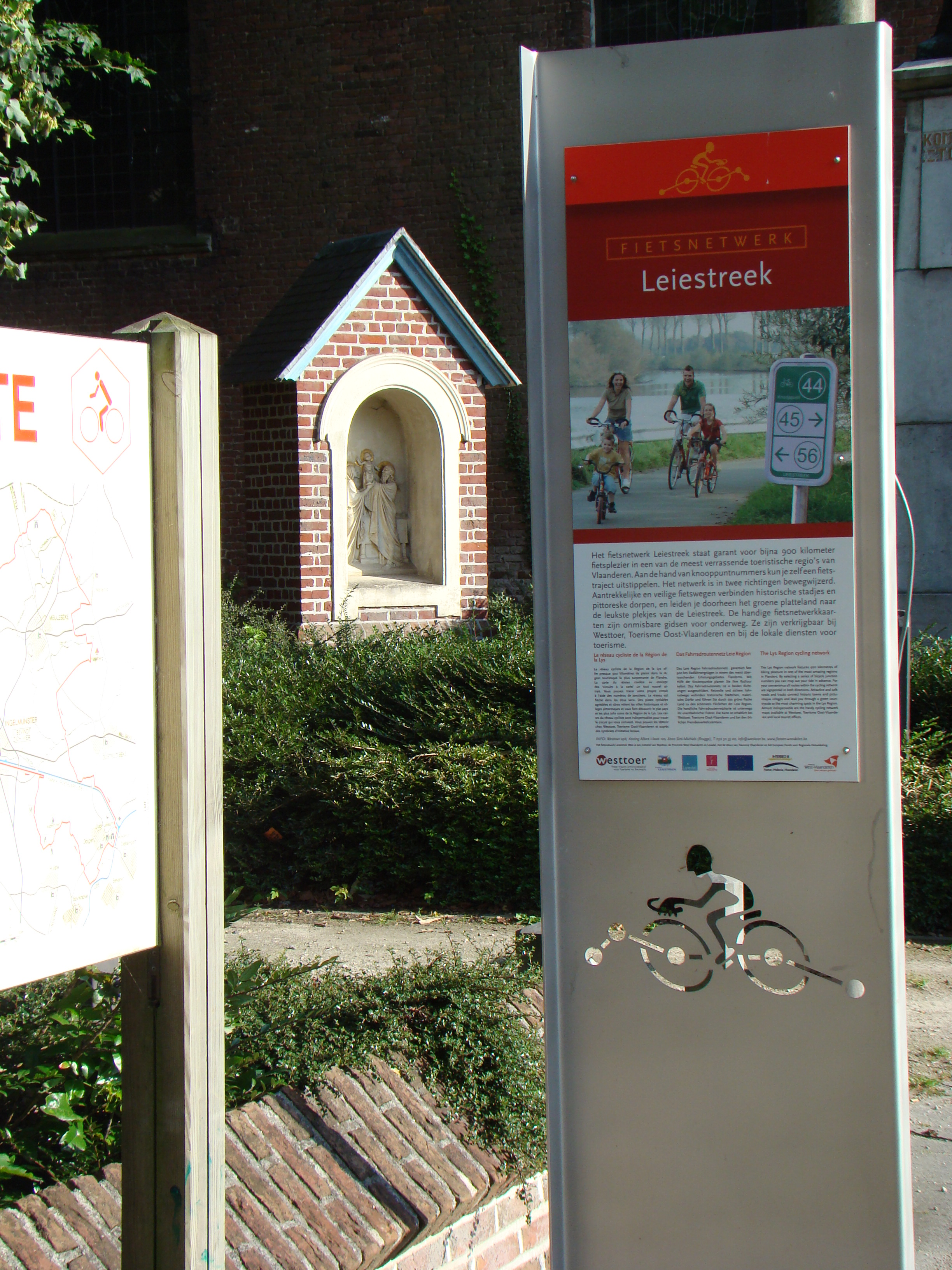
Informatieblad in Ingelmunster

De fietsknooppuntennetwerken zijn een Limburgse uitvinding, maar al snel verspreidde het fenomeen zich over heel Vlaanderen. 
Deze netwerken zijn bewegwijzerde routes tussen genummerde "knooppunten", plaatsen waar zulke routes elkaar kruisen. Fietsers kunnen zo makkelijk zelf hun route uitstippelen. Aan elk knooppunt staat aangegeven welke knooppunten van daaruit bereikbaar zijn. In Limburg lag anno 2004 1800 kilometer aan fietsroutes. Antwerpen had in mei 2006 5500 kilometer aan fietsroutes, wat volgens de provincie zelf het langste netwerk ter wereld zou zijn. Het systeem is in de laatste jaren uitgebreid met routes naar de Antwerpse Kempen en in 2006 in de provincie Antwerpen. Verder zijn er ook netwerken in de rest van Vlaanderen.

## Fietslussen

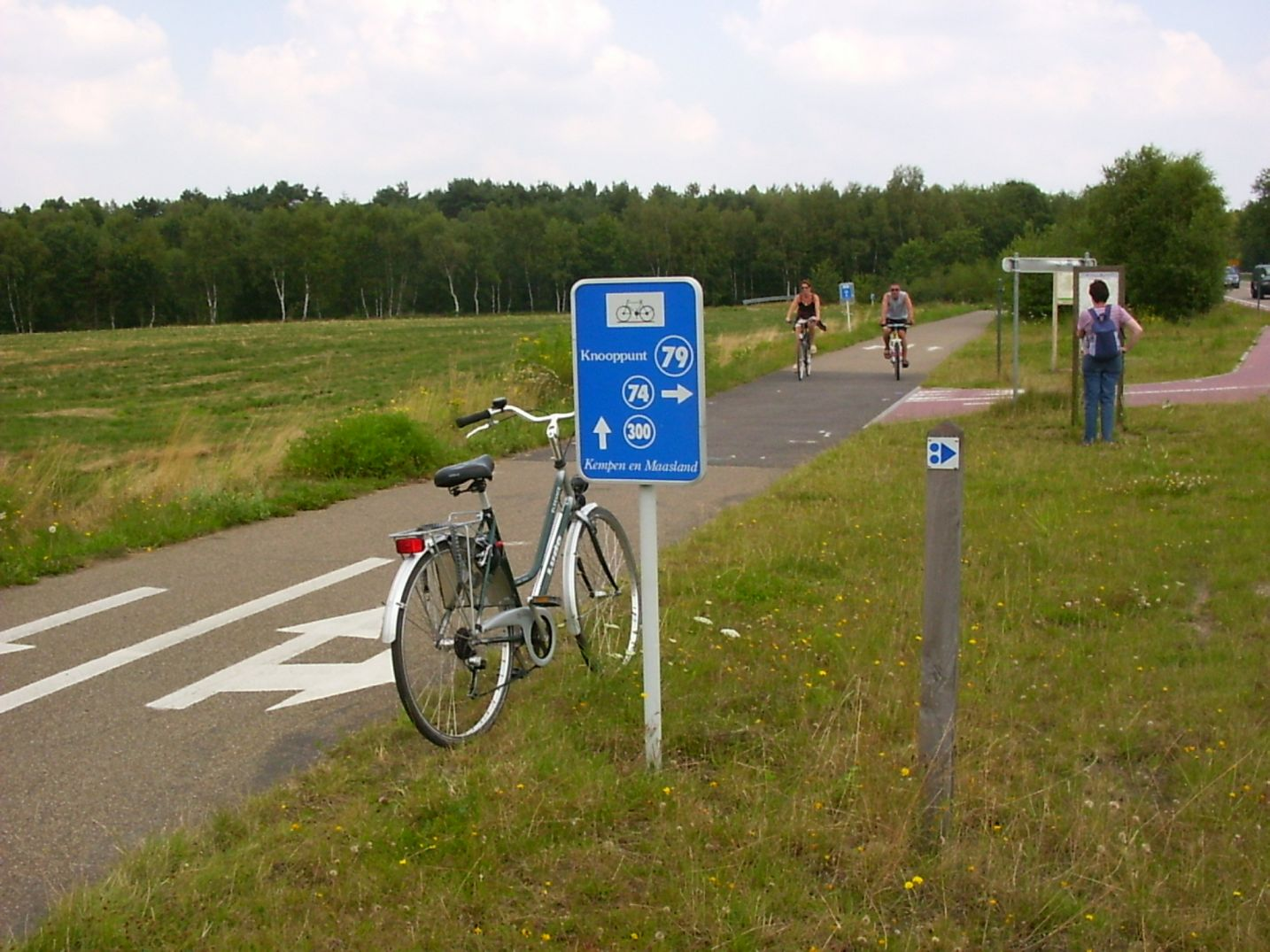
Knooppunt op de fietsroute Kempen en Maasland (1 aug 2004)

Naast de LF-routes en de knooppunten zijn er ook toeristische fietsroutes. Deze meestal lusvormige plaatselijke routes worden aangeduid met zeshoekige bordjes. Vlaanderen telt enkele honderden van zulke fietsroutes, die zowel door de provinciale toeristische diensten als door één of meer gemeentebesturen kunnen worden beheerd. Voorbeelden daarvan zijn: 
- Architectuurroute
- Bietenroute
- Gemperoute
- Goedendagroute
- Landense Fietsroute
- Suikerroute

Zutendaal is de eerste Limburgse gemeente die een fietsring aanlegde.